# نظرية المتغير الخفي المحلي
نظرية المتغير الخفي المحلي (بالإنجليزية: Local hidden-variable theory)‏ في تفسيرات ميكانيك الكم هي نظرية متغير خفي تمتلك شرط إضافي يتمثل في اتساقها مع مبدأ المحلية. تشير النظرية إلى جميع المحاولات التي تضع في عين الاعتبار السمات الاحتمالية لميكانيكا الكم عبر آلية المتغيرات الرديفة التي يصعب الوصول إليها. مع ما يتطلبه مبدأ المحلية باستقلال الأحداث البعيدة عن بعضها، مستبعدةً التأثيرات المتبادلة الفورية (الأسرع من الضوء) بين الأحداث المنفصلة.
خرج العالم جون ستيوارت بل المضمون الرياضي لنظرية المتغير الخفي المحلي المتعلق بظاهرة التشابك الكمومي عبر ورقة بحثية في عام 1964 (انظر مبرهنة بل) أظهر فيها أن المتغيرات الخفية المحلية لأنماط معينة لا يمكنها الخروج بارتباطات القياس الكمي التي تتنبأ بها ميكانيكا الكم.
تتنبأ نظرية التشابك الكمومي بقدرة الجسيمات المنفصلة على مشاركة خواص مشتركة بين بعضها لوهلة قصيرة، والاستجابة لأنماط معينة من القياس كما لو أنهما جسيم واحد. بتفصيل أكثر، يمكن للقياس المطبق على جسيم ما في مكان معين التأثير على نتيجة قياس جسيم آخر في موقع مختلف. إذا كانت إعدادات القياس في مكان ما تؤثر لحظيًا على التوزيع الاحتمالي المطبق على موقع منفصل، فإنه تُستبعد المتغيرات المحلية المخفية. للحصول على وصف موسع، اقرأ حول مبرهنة بل.

## المتغيرات المحلية المخفية واختبارات بل
تنطق مبرهنة بل بما يتضمنه مبدأ المحليّة، وهو استقلال عمليات القياس المنفصلة. بناء على هذه الفرضية، فإن احتمالية التطابق بين قياسين منفصلين لجسيمات ذات خصائص متجهة مترابطة تكتب بالعلاقة (1):

| {\displaystyle P(a,b)=\int d\lambda \cdot \rho (\lambda )\cdot p_{A}(a,\lambda )\cdot p_{B}(b,\lambda ),} | \| \| \| \| \| \| \| \| | (1) |
| |                         |     |
| |                         |     |
إذ {\displaystyle p_{A}(a,\lambda )} هو احتمال اكتشاف الجسيم {\displaystyle A} بمتغير مخفي {\displaystyle \lambda } عبر كاشف {\displaystyle A} موضوع في اتجاه {\displaystyle a}، وبطريقة مشابهة، {\displaystyle p_{B}(b,\lambda )} هو الاحتمال عند الكاشف {\displaystyle B} في الاتجاه {\displaystyle b}، للجسيم {\displaystyle B} الذي يملك نفس قيمة {\displaystyle \lambda }. يُفترض أن ينتج المصدر جزيئات في الحالة {\displaystyle \lambda } باحتمالية {\displaystyle \rho (\lambda )}.
باستخدام العلاقة (1) أعلاه، يمكن اشتقاق تباينات بل متعددة، تقدم هذه البيانات حدودًا على السلوك المحتمل لنماذج المتغير الخفي المحلي.
عندما اشتق جون بل متباينته، كانت في علاقة مع جسيمات متشابكة ذات لف مغزلي يساوي النصف 1/2، وكان يتم رصد كل جسيم منبعث. أظهر بل أنه عند تدوير المراصد بالنسبة لبعضها البعض، فإنه يجب على نماذج المبدأ المحلي أن تنتج منحنى ارتباط محدود بخط مستقيم بين الحدود العليا، إذ يكون منحنى الارتباط الكمّي جيبيًا.
لم تُجرى أول تجربة اختبار بل مع جسيمات بلف مغزلي 1/2، وإنما باستخدام الفوتونات التي تمتلك لف مغزلي يساوي 1.
يُنتِج تنبؤ المتغير الخفي التقليدي للفوتونات المستند على معادلات أينشتاين منحنى جيبيًا لكن لسعة مخفّضة، فيبقى المنحنى واقعًا ضمن حدود الخط المستقيم المحدد في متباينة بل الأصلية.
يمكن طرح أشكال كثيرة ومتنوعة من النماذج الواقعية، ويمكن أن تعطى بشكل اختياري لتخرج بنتائج تتفق مع التجارب.
تفترض مبرهنة بل أن وضع القياس مستقل بشكل كامل، وليست محددة من ناحية المبدأ من قبل الكون بالمطلق. إذا كان هذا الفرض خاطئًا كما تقترح الحتمية الفائقة، فإن الاستنتاجات المستخلصة من مبرهنة بل ستكون باطلة. تعتمد المبرهنة أيضًا على قياسات منفصلة فعّالة شبيهة بالفضاء لكن لم تتزامن بعد مع التجربة. عادةً ما يطلق على هذه الثغرات اسم «المنافذ».

## اختبارات بل بدون «اللاكشف»
تخيل على سبيل المثال التجربة الفكرية للفيزيائي الأمريكي ديفيد بوم عام 1951، والتي ينقسم فيها الجزيء إلى ذرتين بلف مغزلي مغاير عند كل منهما. افترض أنه بالإمكان تمثيل هذا اللف بمتجه حقيقي يشير إلى أي اتجاه. سيكون «المتغير الخفي» في نموذجنا. مع الأخذ في الاعتبار كونه متجهًا للوحدة، تُمثَل جميع قيم المتغير المخفي الممكنة بجميع النقاط على سطح كرة الوحدة.
على افتراض أن يجب قياس اللف المغزلي من الجهة a. سيكون الافتراض الطبيعي، نظرًا لأن جميع الذرات مكشوفة، هو أنه سيتم الكشف عن جميع الذرات التي يكون إسقاط لفها في الجهة a على أنها ذات لف تصاعدي (يرمز له بـ1+)، بينما سيتم الكشف عن جميع الذرات التي لفها سالب على أنها ذات لف سفلي (يرمز لها بـ-1). سيقسم سطح الكرة إلى منطقتين، واحد للـ+1 والأخرى للـ-1، تفصل بينهما دائرة عظمى في السطح المعامد لـa. لنفترض على سبيل السهولة أن a أفقية، مقابلة للزاوية a فيما يتعلق بنقطة مرجعية مناسبة، ستكون دائرة التقسيم في مستوى عمودي. سنكون أنجزنا حتى الآن الجانب A من تجربتنا.
والآن من أجل صياغة الجانب B، افترض أن b أيضًا أفقية مقابلة للزاوية b. ستكون هناك دائرة ثانية كبيرة مرسومة على نفس الكرة، سيكون لدينا +1 على الجانب الأول و-1 على الجانب الآخر من الجزيء B. وهذه الدائرة ستكون مرة الأخرى في المستوي الرأسي.
تقسم الدائرتان سطح الكرة إلى أربع مناطق. يمكن تحديد طبيعة الاحتمال المرصود (++, --, +-, -+) في أي زوج مُعطى من الجسيمات بحسب المنطقة التي يقع فيها المتغير الخفي. على فرض أن المصدر لا متغيّر بالتناوب (لإنتاج جميع الحالات الممكنة λ مع احتمال متساوٍ)، فإن احتمال نوع معيّن من المصادفة سيتناسب بوضوح مع المنطقة المقابلة، وستختلف هذه المناطق خطيًا مع الزاوية بين a و b. (لتفهم ذلك، تخيل برتقالة مقسمة، ستكون مساحة القشرة المقابلة لعدد n من الأقسام متناسبة تقريبًا مع n. بدقة أكبر، تتناسب مع الزاوية الموضحة في المركز).
لم تُستخدم العلاقة (1) أعلاه بشكل صريح فهي بالكاد تكون ذات صلة عندما يكون الموقف حاسمًا بشكل كامل كما هنا. يمكن إعادة صياغة المسألة فيما يتعلق بالدوال في العلاقة، مع ثابت ρ والدوال الاحتمالية تتلو بعضها. تم استخدام مبدأ العلاقة (1) في الواقع، ولكن بشكل بديهي بالكامل.

وبالتالي فإن تنبؤ المتغير الخفي المحل لاحتمال المصادفة يتناسب مع الزاوية (b − a) بين مضابط الكاشف. حُدد الارتباط الكمومي ليكون قيمة افتراض مجموع النتائج الفردية، وهي العلاقة (2):

| E = P++ + P−− − P+− − P−+, | \| \| \| \| \| \| \| \| | (2) |
|                            |                         |     |
|                            |                         |     |
إذ P++ هو احتمالية a «+» على كلا الوجهين، و P+− تعني أن a «+» على الوجه A و a «-» على الوجه B وهكذا.
نظرًا لاختلاف كل عبارة خطيًا مع الاختلاف (b − a)، كذلك يختلف مجموعهم.